# Ahmet Hadžipašić
Ahmet Hadžipašić (Cazin, 1. jun 1952 — Zenica, 23. jul 2008) bio je bosanskohercegovački političar i predsjednik Vlade Federacije Bosne i Hercegovine.

## Biografija
Rođen je 1. juna 1952. u Cazinu. Gimnaziju je završio u Sarajevu, a Metalurški fakultet u Zenici. Postdiplomske studije i doktorsku disertaciju na Mašinskom fakultetu u Zenici završio je 1990. godine.
Objavio je preko 60 naučnoistraživačkih i stručnih radova i dvije stručne knjige (Termička obrada metalnih materijala i Materijali u mašinstvu). Radio je u firmama Željezara Zenica, Agrokomerc iz Velike Kladuše, Tehnoprojekt iz Zenice, RMK Inžinjering iz Zenice i na Mašinskom fakultetu u Zenici. Od 24. novembra 1993. radio je u „Metalnom” iz Zenice. Obavljao je poslove tehnologa-specijalista, upravnika pogona, samostalnog istraživača, šefa razvoja, člana Upravnog odbora, prodekana na Mašinskom fakultetu u Zenici i direktora firme „Metalno”.
Proglašen je menadžerom godine Ze-do kantona 1999. i za menadžera decenije 2001. U zvanju redovnog profesora bio je spoljni saradnik Univerziteta u Sarajevu — Mašinskog fakulteta u Zenici (sada već Univerzitet u Zenici) i Univerziteta u Bihaću — Tehnički fakultet u Bihaću. Imao je više stručnih specijalizacija u inozemstvu. U okviru društvenih aktivnosti bio je predsjednik KK „Metalno” Zenica i predsjednik FK Čelik. Bio je oženjen i otac tri ćerke.
Bio je član Stranke demokratske akcije (SDA).

## Smrt
Umro je u Zenici 23. jula 2008. od posljedica srčanog udara.

## Spoljašnje veze
- Ahmet Hadžipašić,